# Етнографски музей (Неа Карвали)
Етнографският музей (на гръцки: Λαογραφικό Μουσείο) е музей в село Неа Карвали, дем Кавала, Гърция, посветен на живота на кападокийските гърци.

## История
Неа Карвали е бежанско кападокийско селище, разположено на 8 km източно от Кавала. Жителите му са изселени от Турция в 1924 година, предимно от град Карвали. В 1981 година в селището е основан Дом на културата, който има за цел да запазва културното наследство и започва събиране на реликви и предмети от бита, като документи, книги, фотографии, носии, икони и прочее. Музеят отваря врати в 1995 година в сграда зад църквата „Свети Григорий Богослов“. Основан е от Културния център на Неа Карвали. В 1997 година е обявен от Европейския съюз за музей на годината.
Музеят излага традиционни мъжки и женски кападокийски носии, цухади – килими, украсени с лъвове и платанови листа, кападокийска лира кемени, сечива от различни занаяти – земеделие, търговия, килимарство, грънчарство, украсените кападокийски съдове лик-лик.
Също така са изложени ценности от кападокийските църкви, спасени от бежанците в 1924 година, както и стари вестници, списания, книги, написани на местния турски диалект с гръцки букви. В музея има и витрини с артефакти от хетската цивилизация.
Музеят има образователни програми за деца, предимно свързани с килимарството.